# Ricinus
A ricinus (Ricinus communis) a kutyatejfélék (Euphorbiaceae) családjába tartozó Ricinus nemzetség egyetlen faja. A trópusi Afrikából származó (i. e. 4000 környéki egyiptomi sírokban már megtalálható a magja), a Földközi-tenger mellékén meghonosodott gyógy- és dísznövény. Magyarországon is ültetik dísznövényként.

## Népies nevei
csodafa, csodafű, Jónáska bab, Jónás fája, kikajon, krisztuskeze, krisztustenyere, krisztuspálma, ötujjú fű, kerti berzseny, kerti ricinus, kiki, nagysárfű, török-mag, vakondokfa, vakondfű, vakondbab (a Szigetközben).
A bibliai Jónás könyvében fontos szerepet játszik egy gyors növekedésű növény, ami Jónás prófétának árnyékot adott ninivei küldetése idején. A történet szerepel a héber Bibliában, és az Újtestamentum is hivatkozik rá (Jézus szavai, két helyen is), továbbá szerepel a Koránban is.
A héber Biblia ezt a növényt kikajonnak, azaz ricinusnak nevezi. Innen származnak a  csodafa, csodafű, Jónáskabak, Jónás fája elnevezések. A szó az egyiptomi kiki szóból származik, a ricinusolaj héber neve is: sémen kik. A ricinus igen gyorsan egy kis fához hasonlatossá, árnyékadóvá tud fejlődni, és ehhez nem szorul támasztékra, mint a borostyán vagy a lopótök.
Népi elnevezése a vakondokfa, vagy vakondelhárító cserje, mert elűzi a kerti vakondot.

## Jellemzői
Gyors növekedésű, örökzöld, lágy szárú növény. Eredeti élőhelyén, a trópusokon 10-12 méter magasságot is elérő évelő, Magyarországon csak egyéves növény, így csak mintegy 50 cm – 3 m magasra nő meg. Akár 5 cm vastagságú szára hengeres, üreges, tejnedvet nem tartalmaz. Hosszú nyelű levelei tenyeresen 5–12 részre hasogatottak, váltakozó állásúak, durván fűrészes szélűek, átmérőjük a 30–40 cm-t is elérheti. A levelek a mélyzöld különböző árnyalataiban pompáznak, néha vöröses vagy lilás beütéssel. Szélbeporzású, nem önmeddő. Bogas virágzatán belül az élénkpiros, bibés nőivarú virágok felül, a sárga porzós virágok az alsó részen helyezkednek el. A termés három részre hasadó toktermés, melyet száraz tüskék borítanak. A sötétbarna magok szürkésfehéren erezettek, méretük kb. babszemnyi.

## Hatóanyagai
A növény zsíros olajokat tartalmaz a ricinolsav trigliceridjeivel, a mag pedig az erősen mérgező ricin fehérjét és a kevésbé mérgező ricinin piridin-alkaloidot.

## Felhasználása
Gyógyászati alkalmazásra a babszerű, mérgező magjából hideg sajtolással készült ricinusolajat (oleum ricini) hashajtó szerként használták. A sajtolás után közvetlenül még nem használható gyógyszerként, mert az így nyert olaj még tartalmazza a mérgező ricint, amit forró vízzel történő ismételt felfőzéssel távolítanak el.
A ricinusolaj majdnem színtelen, sűrű, rosszul felszívódó, benne a bél belső falát izgató anyag (ricinolsav) található, melynek nátriumsója fokozza a bélmozgásokat, miközben vérbőséget nem okoz. E tulajdonsága miatt hamar a vastagbélbe jut, ahol a bélsarat sikamlóssá teszi, és azzal együtt kiürül. Gyermekeknek adni szigorúan tilos! 
A gyógyszertárakban kapható ricinusolajat hajpakolás formájában hajhullás csökkentésére, hajnövekedés serkentésére és a hajvégek töredezettségének helyreállításásra is használják.
Legnagyobb részben műszaki kenőcsök adalékanyagául, de világítóolajnak, és szappannak is használják. Levelével Asszámban selyemhernyót táplálnak.
Homeopátiás szerekben epekő és hasmenés ellen adják.

## Mérgezési tünetek
A fogyasztás után néhány órával (2-24 óra) jelentkezik égő érzés a szájban, torokban és a gyomorban, majd hányinger, hányás, erős, véres hasmenés, hasi görcsök, homályos látás, görcsrohamok, nehézlégzés, heveny máj- és veseelégtelenség (sárgaság, vérvizelés), bénulás és halál következhet be. A halál beállhat néhány órán belül, de akár napok múlva is; oka légzési vagy szívelégtelenség.

## Termelése
2023-ban a ricinust 32 országban termesztették 1,4 millió hektár földterületen, és az éves termésmennyisége meghaladta a 2,2 millió tonnát. 2013 és 2023 között a ricinus földterülete lényegében változatlan maradt, minimálisan 3,6%-ot csökkent, míg a termésmennyisége 1,9 millió tonnáról 2,2 millió tonnára (15,7%) nőtt.
A világ legnagyobb ricinus termelői közé tartozik India (91,2%), Mozambik (3,4%), Brazília (2%), Kína (0,9%) és Thaiföld (0,6%). Ezek az országok a 2023-as termelésük alapján az első öt helyen álltak. 2023-ban India egyedül az éves termés több mint a kétharmadát (91,2%) adta a világ ricinus termelésének.
Legnagyobb exportáló országok Etiópia (36,7%), India (30%) és Brazília (11,1%), míg a legnagyobb importországok Kína (43,5%), Kenya (28,1%) és Egyesült Arab Emírségek (8,6%).
Magyarország nem termeszt ricinust, így az ország behozatalra szorul. Magyarország csak Lengyelországból (100%) importál ricinust. A behozott ricinust az ország nem értékesíti tovább, teljes egészében felhasználja.

## Toxicitás mértéke
Gyermekeknél már 1-2 mag is halálos lehet, felnőtteknél ez a mennyiség nagyobb.
A letális dózist felnőtt embereknél 2,5–20 mag tartalmazza, ez az érték nyulaknál 4, juhoknál 5, szarvasmarháknál és lovaknál 6, disznóknál 7, kutyáknál 11, kacsák és tyúkok akár 80 mag elfogyasztását is túlélhetik.

## Elsősegély
Ismert ellenszere nincs, a kezelés elsősorban fenntartó és tüneti. A gyomorfelület bevonása céljából bizmut-szubkarbamáttal, vagy magnézium-trifoszfáttal azonnali gyomormosás javallott. A folyadék- és elektrolit-háztartást folyamatosan ellenőrizni kell. Aktív szén beadása sikeres lehet, mivel a ricint jól köti.
Más források hánytatást, gyomormosást javasolnak, illetve nyákos bevonóanyagokat (tojásfehérje), hasmenés ellen rizsnyákot. A hasi fájdalmak ellen pedig Papaverin adható.
Veseelégtelenség esetén dialysis (művesekezelés) szükséges a tüneti kezelés mellett!

## Lásd még
- Biológiai fegyver
- Járványtan
- Ételmérgezés

## Galéria
|  |  |  |
|  |  |  |
|  |  |  |

1. 1 2  https://www.fao.org/faostat/en/#data/QCL/visualize%7Cpublisher=United Nations, Food and Agriculture Organization, Statistics Division (FAOSTAT)
2. ↑  https://oec.world/en/profile/hs/castor-oil-seeds?selector1699id=pctOption
3. ↑   Zacher Gábor: Általános toxikológia. https://semmelweis.hu/honved/files/2014/01/altalanos_toxikologia.pdf